# Ma reine
Ma reine est un roman de Jean-Baptiste Andrea paru le 30 août 2017 aux éditions de l'Iconoclaste ayant reçu la même année le prix Femina des lycéens ainsi que le prix du premier roman.

## Résumé
Shell est un jeune garçon différent, il ne va plus à l'école et vit avec ses parents dans une station service peu fréquentée. Le jour où il entend sa famille évoquer son placement dans un institut spécialisé, Shell décide de partir à la guerre pour prouver qu'il est un homme et qu'il peut se débrouiller tout seul. Mais là où il est, la guerre n'y est pas, et c'est l'amitié qu'il rencontre.

## Éditions
- Éditions de l'Iconoclaste, 2017  (ISBN 979-1095438403)[3].